# Michele Perniola
Michele Perniola (Mottola, 6 settembre 1998) è un cantante e personaggio televisivo italiano, dal 2019 ha iniziato ad esibirsi sotto lo pseudonimo 3X3N.

## Biografia
Michele Perniola è nato nel 1998 a Mottola, e vive a Palagiano, in provincia di Taranto. Ha iniziato a cantare all'età di tre anni, complice il padre, amante della musica.
Nel 2012 ha partecipato e vinto la sesta edizione del programma televisivo Ti lascio una canzone, eseguendo per la maggior parte brani di Michael Jackson.
Nel 2013 ha preso parte, in rappresentanza di San Marino, al Junior Eurovision Song Contest 2013 con la canzone O-o-O Sole intorno a me.
Nel 2014 ha fatto una breve apparizione nella prima stagione della serie Braccialetti rossi dove ha interpretato il ruolo del bullo che provoca il coma del piccolo Rocco.
Nel maggio 2015 ha rappresentato San Marino all'Eurovision Song Contest 2015 insieme ad Anita Simoncini presentando la canzone Chain of Lights, scritta e prodotta dal compositore tedesco Ralph Siegel, che ha totalizzato 11 punti nella seconda semifinale, precedendo solo la Svizzera, e mancando dunque l'accesso all'atto conclusivo della manifestazione.
Nell'ottobre 2015 ha preso parte alla manifestazione canora di nuove voci New Wave a Soči, Russia, rappresentando l'Italia: si è piazzato al 4º posto in classifica generale.
Dal gennaio 2017 ha partecipato alla fase iniziale della sedicesima edizione del talent show Amici di Maria De Filippi, venendo eliminato il successivo 25 marzo al termine della prima puntata della fase serale.

## Discografia

### Singoli
- 2013 – O-o-O Sole Intorno a Me
- 2015 – Chain of Lights (con Anita Simoncini)
- 2019 – Deja-Vu
- 2020 – Emerald Eyes
- 2021 – Amare invano

## Programmi televisivi
- Ti lascio una canzone (Rai 1, 2012) - concorrente, vincitore
- Junior Eurovision Song Contest 2013 (San Marino RTV, 2013) - concorrente
- Eurovision Song Contest 2015 (Rai 4, 2015) - concorrente
- New Wave 2015 (Russia 1, 2015) - concorrente
- Amici di Maria De Filippi 16 (Canale 5, 2017) - concorrente

## Filmografia

### Attore

#### Televisione
- Braccialetti rossi – serie TV (Rai 1, 2014)